# George Rogers Clark

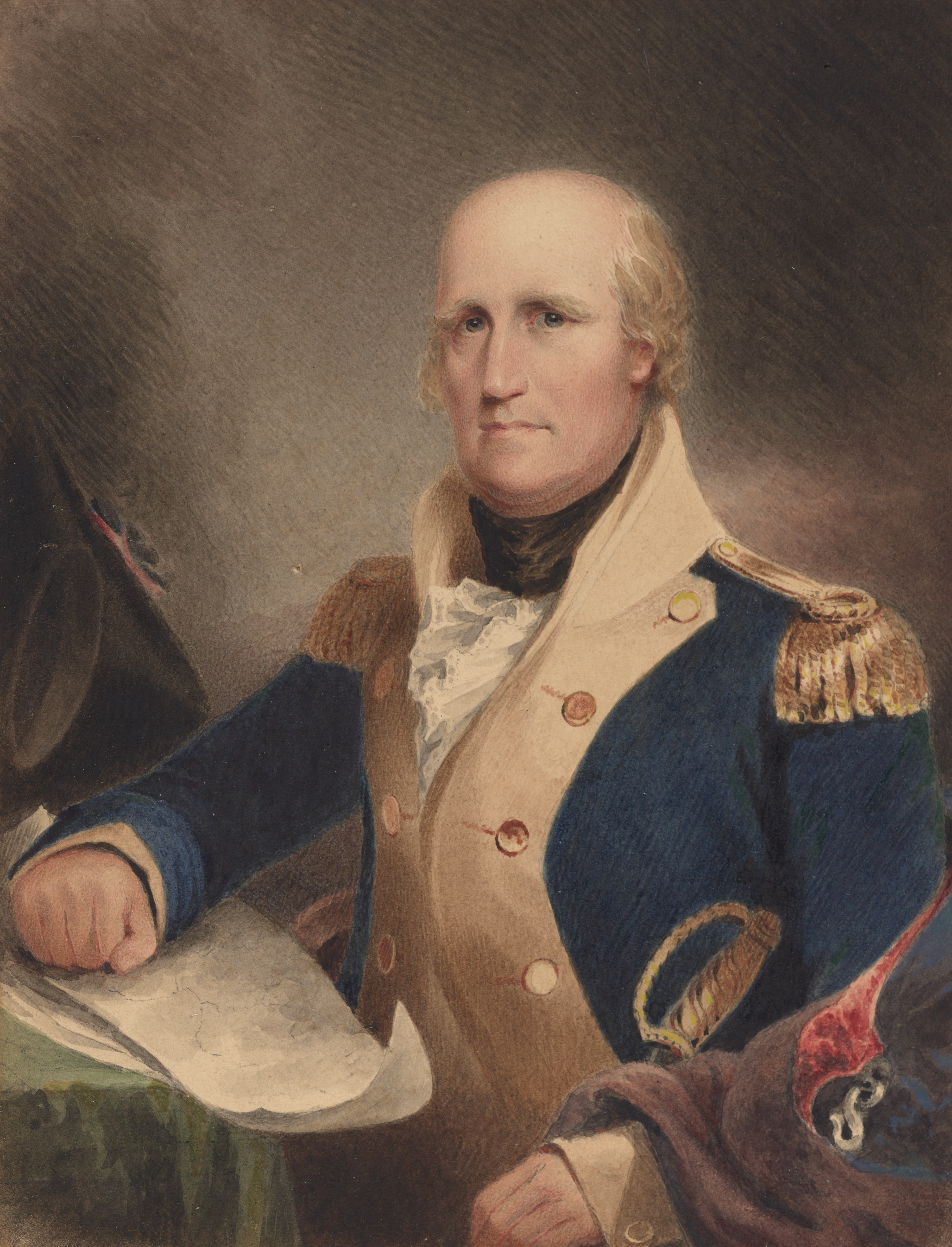
George Rogers Clark

George Rogers Clark (* 19. November 1752 in der Nähe von Charlottesville, Colony of Virginia; † 13. Februar 1818 in Locust Grove, Kentucky) war ein amerikanischer Pionier, Kämpfer im Amerikanischen Unabhängigkeitskrieg und Kenner der indigenen Kultur Nordamerikas.

## Leben
Im kolonialen Amerika verbot die Königliche Proklamation von 1763, Siedlungen jenseits der Allegheny Mountains zu errichten. Dennoch entschlossen sich viele junge Männer aus Abenteuerlust und auf der Suche nach fruchtbaren Land, gen Westen ins heutige Kentucky zu ziehen. Einer von ihnen war Clark. Im Alter von 20 Jahren sammelte er erstmals Erfahrungen im Westen mit Landvermessungen jenseits der Allegheny Mountains. Danach schloss er sich Lord Dunmore an, der Krieg gegen die Indianer führte. In den Indianerkämpfen zeigte sich erstmals Clarks militärisches Talent.
Die Bedrohung der Siedlungen in Kentucky veranlassten Clark im Juni 1776, eine Versammlung in Harrodsburg einzuberufen. Clark wurde als Delegierter nach Virginia gesandt, wo er die Anliegen der Siedler vorbrachte: Virginia sollte dem Gebiet denselben Schutz gewähren, wie den eigenen Countys, anderenfalls wollte man einen eigenen Staat gründen. Der Gouverneur Virginias beugte sich Clarks Forderungen, Kentucky erhielt den Status eines Countys, Clark erhielt zur Verteidigung desselben 500 Pfund Schießpulver.
Im amerikanischen Unabhängigkeitskrieg verbündeten sich die Briten mit den Indianern, Clark bekämpfte die britischen Vorposten mit kleinen Einheiten und einer Guerillataktik von der selbst geschaffenen Basis (Corn Island) in der Nähe des Ohio Rivers. Er stieg 1781 in den Rang eines Brigadier General der Kontinentalarmee auf.
Nach dem Krieg zog er in die von ihm gegründete, schnell wachsende Stadt Louisville in Kentucky, wo er auch in der Indianer-Kommission tätig war. Seine langjährige Erfahrung mit den nordamerikanischen Indianern machten ihn zu einem von beiden Seiten geschätzten Verhandlungspartner.
Nachdem Clark nach einem Unfall ein Bein amputiert werden musste, zog er sich nach Locust Grove zurück, wo er noch diplomatische Besuche empfing. Er verstarb am 13. Februar 1818 und wurde zunächst am Familiensitz begraben. Später wurde sein Leichnam exhumiert und in Louisville begraben.
Obwohl Clark von der Nachwelt stets weniger Beachtung als sein 18 Jahre jüngerer Bruder William bekam, der einer der Leiter der Lewis-und-Clark-Expedition war, sind seine Verdienste als Militärperson und Indianerexperte ebenso unbestritten, wie sein Anteil am Entstehen Kentuckys.
Nach ihm sind das Clarke County in Virginia sowie weitere Clark Countys benannt.